# Claire Burger
Pour les articles homonymes, voir Burger.
Claire Burger, née le 13 octobre 1978 à Forbach, est une réalisatrice et scénariste française de cinéma.
Son court métrage Forbach, remporte le deuxième prix Cinéfondation au Festival de Cannes 2008, et le Grand prix du Festival International du court-métrage de Clermont-Ferrand en 2009. Son court métrage C'est gratuit pour les filles, co-réalisé par Marie Amachoukeli, a gagné en 2010 le César du meilleur court-métrage.
Son premier long métrage, Party Girl, co-réalisé avec  Marie Amachoukeli et Samuel Theis, obtient la Caméra d'or au Festival de Cannes 2014. Le film est également nommé aux César dans les catégories meilleur premier film et meilleur montage. Son deuxième long métrage, C'est ça l'amour, remporte le prix du meilleur Réalisateur aux Giornate degli Autori du Festival de Venise 2018. Son troisième long métrage, Langue étrangère, est présenté en première mondiale en compétition officielle à la Berlinale 2024.

## Biographie
Après une expérience de Journaliste Reporter d'Image, Claire Burger se forme à La Femis, au département montage dont elle sort diplômée en 2008.
Son premier court métrage, Forbach, est primé au festival de Cannes, par le jury de Cinéfondation présidé par Hou Hsiao-hsien et remporte le Grand prix au Festival international du court métrage de Clermont-Ferrand. Ce film, co-écrit par Marie Amachoukeli et Samuel Theis s'inspire de la vie de la famille Theis et fait jouer les véritables membres de cette famille.
Claire Burger réalise ensuite avec Marie Amachoukeli (Femis - Département scénario, promotion 2007,), le film C'est gratuit pour les filles en 2009 qui obtient l'année suivante le César du meilleur court métrage.
En 2014 elle tourne son premier long métrage, Party Girl en Moselle-Est. Ce film est co-réalisé avec Marie Amachoukeli et Samuel Theis. L'ensemble des acteurs du film sont des non-professionnels habitant la Moselle et la Sarre. Le film, dans le même esprit que Forbach, s'inspire librement du personnage d'Angélique Litzemburger . Le film fait l'ouverture de la sélection Un certain regard au Festival de Cannes 2014. Il y remporte le prix d'Ensemble à Un certain regard et la Caméra d'or.
En 2018, elle tourne son deuxième long métrage, C'est ça l'amour. Centré autour du personnage d'un père de famille quitté par son épouse et élevant ses deux filles seul. Le film est librement inspiré de la famille de la réalisatrice et reçoit un très bon accueil critique. Il est primé au Festival de Venise dans la sélection Venice Days parallèle à la Mostra. Au Festival des Arcs 2018, le jury présidé par Ruben Östlund lui décerne trois prix. Bouli Lanners, son acteur principal, est distingué par un Magritte du meilleur acteur en février 2020.
En 2020, en hommage à L'Enfer d'Henri-Georges Clouzot, elle réalise le clip de la chanson De mon âme à ton âme de Kompromat feat. Adèle Haenel.
Son troisième long métrage, Langue étrangère, se tourne en 2023 à Strasbourg et à Leipzig. Ce film, qui fait le récit d'un échange linguistique franco-allemand entre deux adolescentes, est présenté en première mondiale en compétition officielle à la Berlinale 2024.

## Vie privée
Dans une interview donnée à Radio Nova, Claire Burger déclare avoir découvert son homosexualité vers l'age de 13 ans.

## Filmographie

### Réalisatrice et scénariste

#### Longs métrages
- 2014 : Party Girl, coréalisé avec Marie Amachoukeli et Samuel Theis
  - Festival de Cannes 2014 : Prix d'ensemble de la sélection Un certain regard et Caméra d'or
- 2018 : C'est ça l'amour
  - Giornate degli autori 2018 : Meilleure réalisation
  - Les Arcs Film Festival 2018 : Flèche de Cristal, prix d'Interprétation Masculine, prix de la Presse.
  - Festival du film de Cabourg 2019 : Swann de la meilleure réalisation
- 2024 : Langue étrangère, en compétition officielle à la Berlinale 2024

#### Courts métrages
- 2008 : Forbach
  - Grand prix du Festival international du court métrage de Clermont-Ferrand 2009[5]
  - Deuxième prix de la Cinéfondation au Festival de Cannes 2008[16]
- 2008 : Toute ma vie j'ai rêvé
- 2009 : C'est gratuit pour les filles (coréalisé avec Marie Amachoukeli)
  - César 2010 du meilleur court-métrage[8]
  - Sélection à la Semaine de la critique au festival de Cannes 2009[17]
- 2013 : Demolition Party (coréalisé avec Marie Amachoukeli)

#### Clips
- 2020 : De mon âme à ton âme de Kompromat feat. Adèle Haenel[13]
- 2024 : Die Welt in Stücke de Rebeka Warrior

### Monteuse
- 2006 : Dieu si tu m'écoutes de Mikael Buch (documentaire)
- 2007 : The Border de Bojina Panayotova (court métrage)
- 2008 : Si je tombe de Bojina Panayotova  (court métrage)
- 2009 : Toute ma vie j'ai rêvé de Claire Burger (court métrage)
- 2009 : À domicile de Bojina Panayotova (court métrage)
- 2013 : Demolition Party de Marie Amachoukeli et Claire Burger (court métrage) / Montage en collaboration avec Frédéric Baillehaiche
- 2014 : Party Girl de Marie Amachoukeli, Claire Burger et Samuel Theis (long métrage) / Montage en collaboration avec Frédéric Baillehaiche
- 2019 : C'est ça l'amour de Claire Burger (long métrage) / Montage en collaboration avec Laurent Sénéchal
- 2020 : De mon âme à ton âme de Kompromat feat. Adèle Haenel
- 2024 : Langue étrangère de Claire Burger (long métrage) / Montage en collaboration avec Frédéric Baillehaiche